# La Résistible Ascension d'Arturo Ui
La Résistible Ascension d'Arturo Ui (Der aufhaltsame Aufstieg des Arturo Ui) est une pièce de théâtre de Bertolt Brecht écrite en 1941, avec la collaboration de  Margarete Steffin. On peut la ranger dans la catégorie du théâtre épique. Composée de dix-sept scènes, elle est une parabole sur la prise du pouvoir d'Adolf Hitler et son extension. Elles sont transposées dans le milieu du crime qui s'était développé à l'époque aux États-Unis. La figure principale d'Arturo Ui représente Adolf Hitler, mais il emprunte aussi des traits à Al Capone.
Dans les personnages, on reconnaît sans difficulté leurs modèles (Dollfuss, Goebbels, Göring, von Hindenburg, Hitler, van der Lubbe, von Papen, Röhm). De même, Chicago représente l'Allemagne et la ville de Cicero symbolise l'Autriche.

## Genèse
La première trace d'un intérêt de Brecht pour le thème de Ui est rapportée par Walter Benjamin à propos d'un entretien avec Brecht en 1934. Brecht a écrit la pièce en 1941, lors de son exil en Finlande, en trois semaines seulement. Il a fait quelques modifications mineures ultérieurement. 
Brecht est arrivé aux États-Unis en juillet 1941 et avait l'intention d'y faire jouer la pièce. Malgré sa prise de contact, en septembre 1941, avec Erwin Piscator et Berthold Viertel, la pièce n'a pas été montée. Erwin Piscator avait fait préparer une traduction américaine de la pièce et a constaté, lors de la lecture de cette version au Dramatic Workshop de New York, une réception plutôt fraiche : 
« Hoffman Reynolds Hays a entrepris un travail héroïque et a réalisé en 8 jours une traduction du « Ui ». J'ai fait faire une lecture de la traduction ici et je n'ai eu hélas que peu de succès. Voir la copie ci-jointe de la lettre de Louis Schaffer, le directeur du Labor Stage théâtre » (lettre de Erwin Piscator à Bertolt Brecht, octobre 1941).

## Contenu
La situation économique à Chicago est difficile. Les fruits et légumes, et en particulier les choux-fleurs se vendent mal. Les dirigeants du trust des choux-fleurs se réunissent pour évoquer les moyens de sortir de la crise. Arturo Ui propose de relancer les affaires par l'usage de la force. Le trust refuse l'offre de Ui et espère un prêt de la ville pour la construction de quais de port, par l'intermédiaire du politicien respecté Hindsborough. Mais celui-ci refuse la demande. Sur ce, Butcher et Flake, deux membres du trust, élaborent un plan pour acheter Hindsborough.
Flake peut convaincre Sheet de vendre son entreprise de transport maritime à bas prix au trust des choux-fleurs ; le trust propose celle-ci à Hindsborough pour une bouchée de pain. Hindsborough est d'abord hésitant mais accepte ensuite l'offre. Par cette acquisition, Hindsborough devient un membre du trust. À ce titre, il parvient à obtenir le prêt de la ville pour la construction des quais. Les membres du trust, y compris Hindsborough, détournent l'argent.
Par ailleurs, Arturo Ui désespère de réussir à contrôler le commerce de légumes de Chicago. Son lieutenant Roma expose son plan de racket des marchands de choux. Ui refuse cette proposition par crainte de la police. 
Au conseil municipal, l'opposition réclame des éclaircissements concernant l'argent accordé au trust. Une enquête contre Hindsborough est demandée. Ui apprend que Hindsborough a participé au détournement de l'argent de la ville. Il le fait chanter avec la menace de rendre public le scandale. Il réclame la protection de Hindsborough. Le procureur O'Casey sait que c'est Sheet qui a reçu l'argent.
Réunion du conseil municipal. Le trust est inquiet parce que Sheet n'acceptera jamais d'assumer les conséquences du scandale.
Sheet est retrouvé mort. Le procureur O'Casey s'apprête à prouver l'implication de Hindsborough par un témoignage de von Bowl, un ancien fondé de pouvoir de Sheet. Mais celui-ci est abattu sur le chemin du tribunal. L'accusation s'effondre.
Arturo Ui rencontre un vieil acteur shakespearien qui lui donne des leçons de diction et de maintien et lui apprend à parler devant une foule. Discours d'Ui aux marchands de choux-fleurs. Il leur propose sa protection. Hook, un des marchands de légumes, émet des critiques. Quelque temps plus tard, on apprend que l'entrepôt de Hook est en feu. Les autres marchands de légumes acceptent la protection de Ui. 
Le procès des incendiaires a lieu. Ui et ses gens sont mis en cause. Mais l'accusation ne peut pas être maintenue, et c'est Fish qui est condamné. 
À Cicero, une femme blessée dont le mari vient d'être assassiné descend d'un camion criblé de balles. Elle insulte Ui et ses comparses. Elle est abattue. Hindsborough rédige son testament où figurent ses aveux et dans lequel il accuse Ui, Roma, Gori et Gobbola de l'incendie et de meurtres.
Gobbola rédige un faux testament de Hindsborough. Arrive Roma qui menace Gori et Gobbola avec une arme. Une fois seul avec lui, Ui confie à Roma ses nouveaux plans pour étendre son influence à Cicero. Roma se plaint de Dollfoot. On apprend que les réserves de la population de Cicero concernent principalement Roma.
Roma et Ui ont rendez-vous dans un garage.
Apparaissent Ui, Gobbola et Gori. Gobbola abat Roma. Ses compagnons sont également abattus.
Betty Dollfoot tente, sans succès, de convaincre son mari Ignace Dollfoot que, Roma étant mort, Ui est devenu fréquentable. Ignace Dollfoot défend l'indépendance de Cicero. Arrive Ui qui s'efforce d'amadouer Dollfoot.
Enterrement de Dollfoot. Le trust reproche le meurtre à Gori et Gobbola. Il regrette d'avoir fait appel à Ui. Ui offre sa protection à Betty qui la refuse fièrement.
Les marchands de légumes de Chicago sont réunis en assemblée. Ils se plaignent de Ui et de ses procédés. Les commerçants de Cicero se joignent à l'assemblée. Dans un discours, Ui se réfère au faux testament de Hindsborough et se présente comme son successeur. Il propose d'étendre sa protection à Cicero. Betty approuve cette proposition en présentant Arturo Ui comme successeur de son mari. Un vote a lieu, un marchand qui n'est pas d'accord quitte la salle. Deux gardes le suivent puis éclate un coup de feu. Un nouveau vote approuve la proposition à l'unanimité. Arturo Ui a la voie libre pour d'autres conquêtes.
Dans l'épilogue, Brecht tire la leçon de la pièce : « Vous, apprenez à voir, plutôt que de rester les yeux ronds... Le ventre est encore fécond, d'où a surgi la bête immonde ».

## Personnages
(août 2023).
- Flake, Caruther, Butcher, Mulberry, Clark, hommes d'affaires, chefs du Karfioltrust
- Sheet, propriétaire de la compagnie maritime
- Le vieux Dogsborough
- Le jeune Dogsborough
- Arturo Ui, chef des gangsters
- Ernesto Roma, son lieutenant
- Manuele Giri, gangster
- Giuseppe Givola, marchand de fleurs et gangster
- Ted Ragg, reporter au Star
- Greenwool, gangster et baryton
- Dockdaisy
- Bowl, Caissier chez Sheet
- Goodwill et Gaffles, deux messieurs de l'administration municipale
- O'Casey, chargé d'enquête
- Un comédien
- Hook, marchand de légumes
- L'accusé Fish
- L'avocat de la défense
- Le juge
- Le médecin
- Le procureur
- Une femme
- Le jeune Inna, homme de confiance de Roma
- Un petit homme
- Ignatus Dullfeet
- Betty Dullfeet, sa femme
- Le domestique de Dogsborough
- Des gardes du corps
- Des portes-flingues
- Des marchands de légumes de Chicago et de Cicero
- Des reporters

## Analyse

### Contexte
La pièce se rapporte à la période qui va de 1929 à 1938 et, dans une version ultérieure jusqu'à 1941. Il s'agit de l'ascension d'Adolf Hitler jusqu'à la prise du pouvoir en Autriche. Brecht utilise la forme de la parabole pour représenter les diverses étapes de l'ascension d'Hitler au pouvoir en Allemagne.
À l'aide du théâtre épique et de sa distanciation, Brecht a su composer et présenter sa pièce, qu'il a lui-même décrite comme une « farce historique » (c'est-à-dire une pièce burlesque avec un arrière fond historique) de telle manière qu'il a pu à la fois décrire aux citoyens les procédés brutaux d'Hitler et inciter les spectateurs, à la fin de la pièce, à une réflexion sur ce qui s'est passé. Le récipiendaire/le spectateur ne doit pas aller au théâtre pour se laisser emporter par les événements, mais doit se faire lui-même une opinion par une distance critique sur la situation décrite.
Dans une postface publiée en 1948, Brecht répond aux reproches qu'il n'est pas permis de rendre des grands criminels « ridicules ». Brecht affirme d'abord qu'il ne tient pas Hitler pour un « grand criminel », mais pour quelqu'un qui a « commis des grands crimes politiques ». Ensuite, le respect « petit bourgeois » des survivants montre combien il est important de briser, par le rire, l'envoûtement qu'exerce Hitler sur beaucoup de personnes encore après 1945.

### Représentation de l'ascension d'Hitler
| Arturo Ui | Adolf Hitler |
| --- | --- |
| Au début de la pièce, Ui attend une occasion d'accéder au pouvoir ; il reste dans l'ombre et consolide son pouvoir   | Hitler tente d'accéder au pouvoir de manière « légale », et met les dirigeants économiques de son côté.                                                              |
| Ui prend la direction et organise le pouvoir. Les opposants sont écartés. Il veut s'étendre. Il abuse de son pouvoir | Hitler écarte tous ses opposants, dans le parti ou en dehors du parti. Il prend la direction et consolide son pouvoir. Hitler veut que l'Autriche rejoigne le Reich. |

### Le sens du titre «La résistible ascension d'Arturo Ui»
Le titre doit montrer que l'ascension d'Arturo Ui (ou, dans sa transposition, l'ascension d'Adolf Hitler) était résistible, c'est-à-dire aurait pu être évitée. Au cours du déroulement de la pièce, il devient clair que, sans l'aide intéressée d'autres personnes, le protagoniste n'aurait jamais pu achever son ascension. À plusieurs moments décisifs de son ascension, Hitler — comme Arturo Ui — a profité de situations particulières, mais aurait pu être stoppé dans son ascension.

### Distanciation
La pièce se déroule à Chicago pendant la prohibition. Bertolt Brecht se réfère à la situation aux États-Unis pendant cette période, et trouve une certaine ressemblance entre les bandes criminelles en Amérique et la situation en Allemagne. Par cette distanciation, il veut rendre plus clair les rapports entre politique, économie et fascisme. Brecht dit : « la couverture sert à la découverte ».
La langue de la pièce est atypique pour des gangsters. Ils parlent en vers (une langue contrainte, ce qui montre que la pièce appartient au théâtre épique) et en langage courant. De véritables gangsters ne se seraient probablement pas exprimés ainsi. La langue donne une valeur supplémentaire aux gangsters. Brecht utilise la langue pour embellir et pour cacher. Les nationaux-socialistes procèdent de même pour cacher et embellir leurs intentions. Voici des exemples:
- Nuit de Cristal — Destruction de magasins juifs.
- Solution finale de la question juive — Programme industriel d'extermination.

Le personnage principal, Arturo Ui, reflète l'histoire de Hitler et aussi de Al Capone. Ceci apparaît dans quelques passages, par exemple :
- Arturo Ui prend des leçons de diction pour augmenter son pouvoir de persuasion. Hitler aussi a pris des leçons chez un acteur de province pour apprendre à influencer de grandes foules. Il a appris de cet acteur comment se tenir, s'asseoir, et parler.

- Arturo Ui réside dans un hôtel appelé hôtel Mammoth. Al Capone également a vécu à l'hôtel à Chicago. Ui étend son influence à Cicero. Al Capone également a étendu, à l'époque, son réseau de contrebande d'alcool.

Brecht distancie Hitler et ses comparses en les représentant comme criminels. Il veut ainsi les ridiculiser. De plus, le public doit perdre son respect devant Hitler et le national-socialisme. Brecht a fait ce choix en 1941 pour expliquer le national-socialisme aux citoyens des États-Unis, et pour les secouer. Toutefois, la pièce n'a été jouée pour la première fois qu'en 1958, deux ans après la mort de Brecht, en Allemagne fédérale.

### Personnages
Décalque du roman à clef ou du film à clef, où chaque personnage évoque ou représente une personne réelle, Brecht ne cherche pas en vertu de la distanciation à coller à la réalité historique. C'est le cas notamment pour le rapport entre poids théâtral et poids historique de chaque rôle plutôt distendu, de même l'omission de certains faits politiques d'importance accentuent le décalage avec le réel. Nous partons du principe que ce qui importait à Brecht était de « conserver le caractère allusif et simultanément garder une distance esthétique ». Dans la traduction française, les noms de certains personnages ont été francisés. Les noms allemands sont entre parenthèses :
- Hindsborough (Dogsborough) → Paul von Hindenburg
- Arturo Ui → Adolf Hitler
- Gori (Giri) → Hermann Göring
- Roma → Ernst Röhm
- Gobbola (Givola)→ Joseph Goebbels
- Dollfoot (Dullfeet) → Engelbert Dollfuss
- Fish → Marinus van der Lubbe
- Trust des choux-fleurs (Karfioltrust) → Junker, industrie
- Gangster → Fasciste

Par ailleurs, il y a aussi des correspondances entre les lieux et les événements : 
- Chicago → Allemagne
- Cicero → Autriche
- Scandale du prêt → Scandale de l'aide aux provinces orientales (Osthilfeskandal (de))
- Incendie de l'entrepôt → Incendie du Reichstag

### Correspondance entre la pièce et la réalité historique
Les événements décrits dans la pièce peuvent être associés à des événements survenus à l'époque concernée. Voici la correspondance. On notera l'amalgame fait par Brecht entre les rôles de Dollfuß et de Schuschnigg.
| Séquence scénique | Événement historique |
| --- | --- |
| Le trust des choux-fleurs est en mauvaise santé, il veut obtenir un prêt de la ville par l'entremise de Hindsborough. | La crise économique mondiale concerne aussi l'Allemagne. Les Junker veulent un prêt d'État. |
| Le trust des choux-fleurs vend la compagnie de transport à Hindsborough pour une somme minime. | Les Junker font cadeau à Hindenburg d'un domaine agricole. |
| Ui est encore peu visible, il ne réussit pas à se mettre d'accord avec le trust des choux-fleurs. Il essaie d'arriver au pouvoir de manière légale. Il apprend par von Bowl, l'ancien fondé de pouvoir de Sheet, que la compagnie de transport appartient maintenant à Hindsborough. | Les élections de novembre 1932 marquent un recul, les caisses du NSDAP sont vides. Pendant une longue période, il n'est pas considéré comme respectable par Hindenburg.                                          |
| Ui menace Hindsborough de révéler le scandale du prêt pour les quais. Mais Hindsborough ne se laisse pas intimider. | Hindenburg refuse de nommer Hitler au poste de chancelier. Hindenbourg doit faire face à l'enquête sur le scandale de l'aide aux provinces orientales.                                                           |
| Ui et ses comparses éliminent tous les témoins. Le procureur O'Casey doit abandonner l'instruction sur le scandale des quais. | L'enquête sur le scandale de l'aide aux provinces orientales est étouffée. |
| Ui prend des leçons chez un acteur pour apprendre à influencer une grande masse de personnes. | Hitler prend des leçons chez un acteur de province pour apprendre à influencer une grande masse de personnes. |
| Les gangsters de Ui mettent le feu à l'entrepôt de Hook. Les témoins sont réduits au silence par des menaces. | En février 1933, le Reichstag est en flammes. Hitler accuse ses adversaires de l'avoir incendié. |
| Lors du procès de l'incendie de l'entrepôt, Fish, qui est drogué, est reconnu coupable et est condamné. On sent que le tribunal est déjà sous le pouvoir d'Arturo Ui. | Le Néerlandais Marinus van der Lubbe est reconnu seul coupable de l'incendie et est condamné. L'identité du ou des incendiaires fait l'objet de nombreux débats. Voir : incendie du Reichstag.                   |
| Il y a des luttes de pouvoir internes entre Gori, Gobbola et Roma. Roma soupçonne un complot contre Ui et convient d'une rencontre avec Ui. | Hindenburg est déjà âgé et proche de la mort. Il y a des luttes d'influence entre Nationaux-socialistes. |
| Ui fait assassiner Roma et sa suite dans le garage de l'hôtel Mammoth | Röhm et sa suite, qui dirigent les SA (sections d'assaut), et qui sont en concurrence avec les SS Schutzstaffel sont éliminés. Il y a aussi des parallèles avec le massacre de la Saint-Valentin chez Al Capone. |
| Ui cherche à gagner la confiance de Dollfoot, mais Dollfoot cherche à préserver l'indépendance de Cicero. L'assassinat de Dollfoot s'annonce déjà. | Schuschnigg, le successeur de Dollfuß, accepte des conditions de plus en plus draconiennes pour empêcher Hitler d'envahir l'Autriche.                                                                            |
| Dollfoot est assassiné. Ui tente d'obtenir le soutien de Betty Dollfoot. | Dollfuß est assassiné. Hitler augmente son influence en Autriche. |
| Après un vote qui ne lui est favorable que sous les menaces, Ui étend sa zone d'influence à Cicero. | Le 12 mars 1938, les armées de Hitler entrent en Autriche. Un plébiscite est organisé ensuite pour justifier l'Anschluss a posteriori.                                                                           |

## Mises en scène
Voici les mises en scène en langue française (à l'exception de celle de Heiner Müller, présentée au festival d'Avignon)
- 8 novembre 1960 : Jean Vilar, Théâtre national populaire, Paris
- 14 février 1962 : Jacques Huisman, Théâtre national de Belgique, Bruxelles
- 15 avril 1969 : Georges Wilson, TNP, Paris
- 1er mars 1979 : Jacques Échantillon, Théâtre Municipal d'Alès, Alès
- 16 mars 1983 : Paul Buissonneau, Théâtre de Quat'Sous, Montréal
- 4 octobre 1988 : Guy Rétoré, Théâtre de l'Est parisien, Paris
- 2 décembre 1993 : Jérôme Savary, Théâtre national de Chaillot, Paris
- 3 novembre 1994 : Daniel Scahaise, Musée du transport urbain bruxellois, Bruxelles
- 29 juillet 1996 : Heiner Müller, Festival d'Avignon, Berliner Ensemble
- 1er février 2005 : Hugues Chamart, Théâtre Jardin Passion, Namur
- 29 avril 2010 : Christa Wolff, Théâtre Municipal d'Haguenau, Haguenau
- Janvier 2016 : Robert Angebaud, Théâtre du Jour, Agen
- 2 novembre 2016 :  Dominique Pitoiset, Bonlieu Scène nationale Annecy, en tournée en France.
- 1er avril 2017 : Katharina Thalbach, Comédie-Française, Salle Richelieu, Paris

## Publications
- La Résistible Ascension d’Arturo Ui (trad. Armand Jacob), Paris, L'Arche, 1959
- La Résistible Ascension d’Arturo Ui (trad. Hélène Mauler et René Zahnd), Paris, L'Arche, 2012
- La Résistible Ascension d’Arturo Ui (trad. Armand Jacob), Paris, L'Arche, 2017, adaptation en bande dessinée par Simon Benattar-Bourgeay